# Star Wars: Ronin: Una novela de Visions
Ronin, comercializada como Star Wars: Ronin: A Visions Novel, es una novela de samuráis de ciencia ficción escrita por Emma Mieko Candon y es un derivado de la serie de antología de 2021 Star Wars: Visions ambientada en una historia alternativa. Sigue a un vagabundo solitario y sin nombre conocido sólo como "Ronin" que viaja por la galaxia con su fiel droide mientras empuña un sable de luz rojo. Está inspirado en las obras de Akira Kurosawa.
Ronin fue lanzado el 12 de octubre de 2021.

## Premisa
Dos décadas después de que los Jedi rebeldes se levantaran y formaran la orden Sith, y la caída definitiva de la orden debido a las luchas internas, un ex guerrero Sith en un exilio autoimpuesto deambula por la galaxia mientras recolecta cristales kyber rojos de los Sith que ha matado. Después de un enfrentamiento con un bandido, Ronin se ve obligado a afrontar su antigua vida y el interminable ciclo de violencia que dejó atrás.

## Marketing
La novela se anunció seis meses antes del lanzamiento de Star Wars: Visions y se anunció para que los lectores "olviden lo que saben sobre los Jedi y los Sith".  Según James Waugh, productor ejecutivo de Visions, consideró que el episodio en el que se basa la novela, "El Duelo", destacó como la única película que abundaba en una continuación en forma de novela con la consulta de los productores creativos Jumpei Mizusaki y el estudio de animación Kamikaze Douga. Waugh dijo sobre la historia y su relación con el programa: "Visions nos permite explorar Star Wars expresado de nuevas maneras. Y este libro no se parece a nada que hayamos hecho antes".